# Arcus-Air
Arcus-Air ist eine deutsche Fluggesellschaft mit Sitz in Zweibrücken. Die Basis der Fluggesellschaft befindet sich auf dem Flugplatz Zweibrücken. Persönlich haftende Gesellschafterin ist die Arcus Administration GmbH, Zweibrücken.

## Geschichte
Die Gesellschaft wurde Anfang der 1960er-Jahre gegründet. In den 1980er-Jahren betrieb sie planmäßige Charterflüge von Mannheim nach Oberpfaffenhofen und zu anderen europäischen Zielen. Zudem etablierte sich die Fluggesellschaft als Formel-1-Lufttaxi und beförderte viele damalige Rennfahrer an ihren Einsatzort. In den 1990er-Jahren wurde der Flugbetrieb zwischen Leipzig/Halle und Dresden aufgenommen.
Im Jahr 1988 wurde zudem die Flugdienst Pegasus GmbH & Co KG unter der Übernahme deren Mannheimer Werft sowie die erste Dornier 228 erworben. Die bestehenden Flugverbindungen nach München wurden um die Strecke Mannheim/Hamburg erweitert.
Die 1997 gegründete Tochtergesellschaft Cosmos Air nahm den planmäßigen Linienflugverkehr mit einer Dornier 328 zwischen Mannheim, Berlin-Tempelhof und London City auf, wobei letzterer wegen geringer Nachfrage eingestellt wurde. Cosmos Air wurde 1999 durch – die seit 2012 ihrerseits nicht mehr existierende – Cirrus Airlines übernommen, nachdem die Arcus-Air-Logistic GmbH & Co. KG Insolvenz angemeldet hatte und der Handelsregistereintrag gelöscht worden war. Ab diesem Zeitpunkt bot die Gesellschaft keine Linienflüge mehr an.
Am 18. Juni 2020 wurden Arcus Air Logistics und Arcus Air OBC (on-board courier) an Chapman Freeborn, eine Tochtergesellschaft der Avia Solutions Group, verkauft.
Im Oktober 2024 wurde bekannt, dass Arcus Air von Travelcoup, einem Anbieter von Flügen im Semi Private Jet Bereich, gekauft wurde.

## Dienstleistungen
Arcus-Air bietet Charter- und Last Minute Flüge in Privatjets innerhalb Europas an.

## Flotte
Die Flotte der Arcus-Air besteht aus neun Flugzeugen (Stand: März 2024).

### Arcus Executive Aviation

#### Aktuelle Flotte

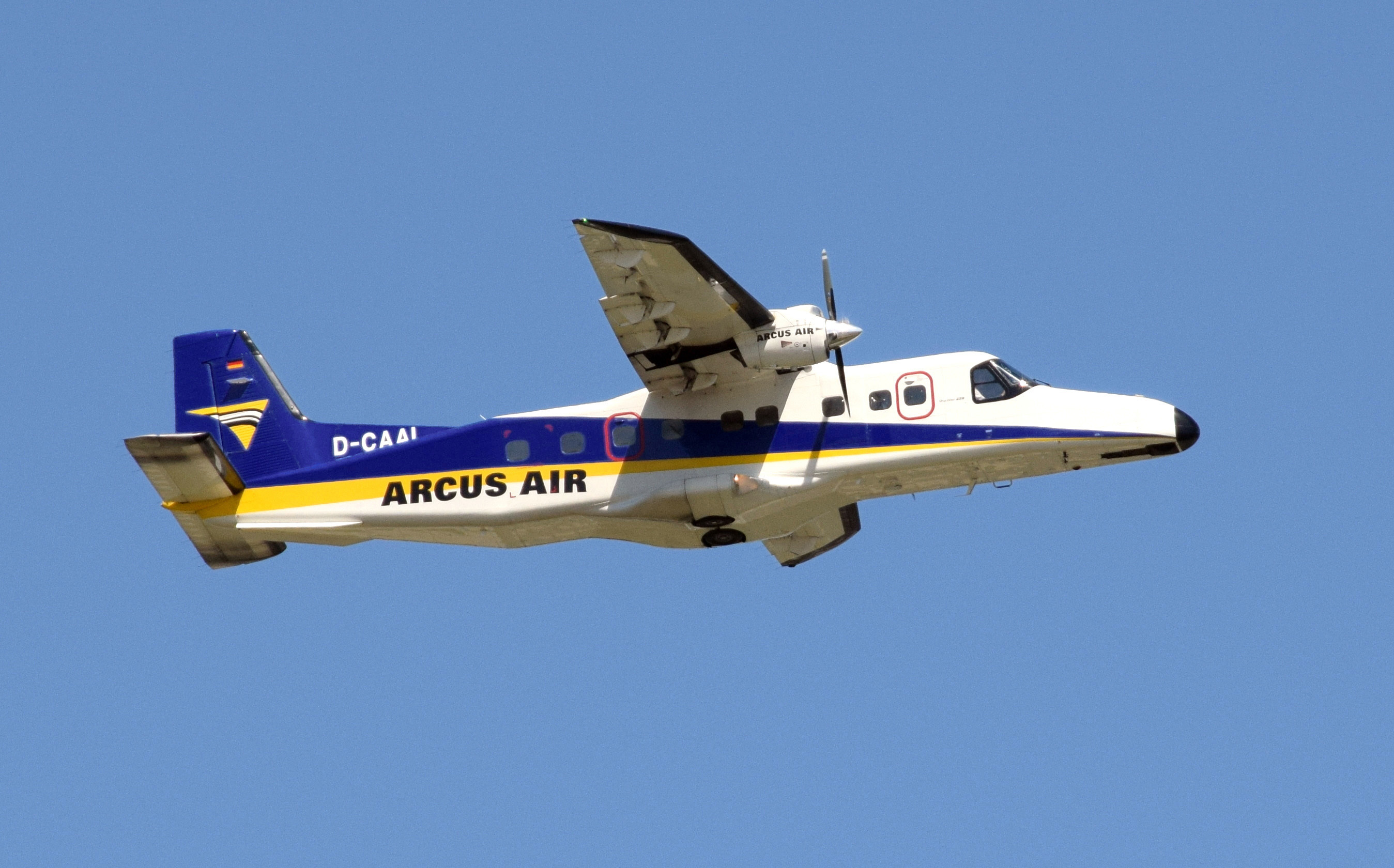
Dornier Do 228-200 der Arcus Air

| Flugzeugtyp        | Anzahl | bestellt | Anmerkungen             | Besitzer        | Sitzplätze |
| ------------------ | ------ | -------- | ----------------------- | --------------- | ---------- |
| Embraer Phenom 100 | 07     | −        | Geschäftsreiseflugzeuge | Arcus Air Group | 4–5        |
| Embraer Phenom 300 | 02     | −        | Geschäftsreiseflugzeuge | Arcus Air Group | 6–9        |

### Arcus-Air Logistic
- Dornier 228-200